# Grammostola mendozae
Grammostola mendozae é uma espécie de aranha pertencente à família Theraphosidae (tarântulas).